# Peter J. Lucas
Peter J. Lucas, właśc. Piotr Józef Andrzejewski (ur. 2 czerwca 1962 we Wrześni) – polski aktor.

## Życiorys
Będąc dzieckiem, grał na różnych instrumentach i śpiewał. Kiedy miał 12 lat, nauczył się grać na akordeonie. Kilka lat występował na estradzie, zdobywał nagrody na festiwalach studenckich.
Ukończył studia na Wydziale Maszyn Roboczych i Pojazdów Politechniki Poznańskiej, zdobywając dyplom magistra inżyniera rolnictwa, specjalisty od traktorów i kombajnów. Ukończył także Zawodowe Studium Piosenkarskie w Poznaniu.
W 1984 zadebiutował w roli Ślepego Głuchoniemego w spektaklu Ślepcy Jana Astriaba w reżyserii Lecha Terpiłowskiego na scenie Teatru Wielkiego im. Stanisława Moniuszki w Poznaniu. W 1985 śpiewał w chórkach podczas koncertów Krzysztofa Krawczyka. W 1987 odebrał wyróżnienie i nagrodę Programu III Polskiego Radia na Przeglądzie Piosenki Aktorskiej we Wrocławiu; był pierwszym niezawodowym aktorem dopuszczonym do udziału w konkursie. Również w 1987 wyjechał do Anglii, gdzie jego ówczesna partnerka życiowa namówiła go na udział w castingu do reklamy telewizyjnej. Zdobywszy uznanie, wystąpił w serii filmów reklamowych. W 1989 brytyjska agencja reklamowa umożliwiła mu wyjazd do Hollywood, gdzie nawiązał współpracę z agentem. Dorabiał, pracując jako kurier i występując jako statysta w filmach oraz dubler aktorów podczas prób światła i dźwięku w studiach nagraniowych. Po pół roku przyjechał do Polski na święta, a następnie wrócił do Los Angeles.
Po gościnnym udziale w serialach Napisała: Morderstwo (Murder, She Wrote, 1994), Nocny patrol (Baywatch Nights, 1995) i Strażnik Teksasu (Walker, Texas Ranger, 1996) dostał debiutancką rolę Alekseja w pełnometrażowym thrillerze Niebezpieczny ciężar (Dangerous Cargo, 1996) i kasowym sensacyjnym thrillerze sci-fi Rolanda Emmericha Dzień Niepodległości (Independence Day, 1996), w którym zagrał rosyjskiego reportera. Był odtwórcą roli barona Von Glowera w grze komputerowej The Beast Within: A Gabriel Knight Mystery (1995). Wystąpił w także popularnych serialach telewizyjnych, m.in.: Słoneczny patrol (Baywatch, 1998), JAG – Wojskowe Biuro Śledcze (JAG, 2002), Ostry dyżur (ER, 2003), Agentka o stu twarzach (Alias, 2003). Wystąpił w roli kierowcy w dreszczowcu sci-fi Wyspa (The Island, 2005) i wcielił się w postać Piotrka Krola w dramacie Davida Lyncha Wewnętrzne imperium (Inland Empire, 2006).
Pod koniec lat 90. kontynuował karierę aktorską w Polsce. Pojawił się w komedii Juliusza Machulskiego Kiler-ów 2-óch (1999), zagrał główną rolę Andrzeja „Andre” Kostynowica w thrillerze sensacyjnym Ostatnia misja (2000), a także w serialach: TVP2 Na dobre i na złe (2002−2003) i Oficerowie (2006). Jesienią 2006 uczestniczył w czwartej edycji programu rozrywkowego TVN Taniec z gwiazdami, w parze z Dominiką Kublik zajął drugie miejsce w finale konkursu. W 2007 przyjął rolę Jacka Stępińskiego, przedsiębiorcy i biologicznego ojca Łukasza, adoratora Marii Majewskiej w telenoweli Polsat Samo życie. W 2011 wystąpił u Wiesława Saniewskiego w filmie Wygrany.

## Życie prywatne
W 1991 ożenił się z projektantką mody Elke, z którą prowadził firmę odzieżową w Stanach Zjednoczonych. Ze związku z producentką telewizyjną Agnieszką Koniecką ma syna Aleksandra (ur. 2007).

## Filmografia

### Filmy fabularne
- 1996: Niebezpieczny ciężar (Dangerous Cargo) jako Alexei
- 1996: Dzień Niepodległości (Independence Day) jako reporter rosyjski
- 1997: Mala Sangre jako Martin
- 1997: Zbyt piękne, żeby... (Too Good to Be True) jako Jack
- 1999: Kiler-ów 2-óch jako Szakal
- 2000: Ostatnia misja jako Andrzej „Andre” Kostynowicz
- 2001: Serce z kamienia (Heart of Stone) jako Ken Sanders
- 2003: Od kołyski, aż po grób (Cradle 2 the Grave) jako rosyjski klient
- 2005: Wyspa (The Island) jako kierowca
- 2006: Miriam jako Bijaikis
- 2007: The Perfect Sleep jako Ivan
- 2006: Inland Empire jako Piotrek Krol

### Filmy telewizyjne
- 1997: Śmierć na Evereście (Into Thin Air: Death on Everest) jako Anatoli Boukreev
- 2002: Hunter: Return to Justice jako Vladimir Koskov

### Seriale telewizyjne
- 1994: Napisała: Morderstwo (Murder, She Wrote) – odc. An Egg to Die For jako rosyjski złodziej
- 1995: Nocny patrol (Baywatch Nights) – odc. Balancing Act jako Charles Landau
- 1996: Tracey bierze na tapetę (Tracey, Takes On...) jako Johnny Kay
- 1996: Strażnik Teksasu (Walker, Texas Ranger) – odc. 65 - The Moscow Connection jako Max Karpov
- 1997: Jedwabne pończoszki (Silk Stalkings) – odc. I Love the Nightlife jako Konstantin
- 1997: Szpital Dobrej Nadziei (Chicago Hope) – odc. Winging It jako Mikhail Porzikof
- 1998: Słoneczny patrol (Baywatch) – odc. Night of the Dolphin jako Mike Donovan
- 1998: Misja w czasie (Seven Days) – odcinek 1. jako Karl Pretzneff
- 1998: Najemnicy (Soldier of Fortune, Inc.) – odc. Scorned jako Henri Sine
- 1998: Brygada Acapulco (Acapulco H.E.A.T.) – odc. Code Name: Dream Girl jako Roger Laurent
- 1999: V.I.P. – odc. Dr. StrangeVal jako generał Koyla Trofimov
- 2000: Sheena jako pan Norliss
- 2000: Misja w czasie (Seven Days) – odc. Tracker jako Josef Pretzneff - brat zabitego w 1. odcinku Karla Pretzneffa
- 2000: Stan wyjątkowy (Martial Law) – odc. In the Dark jako pan Trauernacht
- 2001: V.I.P. – odc. Die Bodyguards jako generał Koyla Trofimov
- 2001: The Beast – 2 odcinki: Travinia: cz. I i II jako Zloti
- 2001: Samotni strzelcy (The Lone Gunmen) – odc. The Lying Game jako Ara Frumin
- 2002: JAG – Wojskowe Biuro Śledcze (JAG) – odc. Enemy Below
- 2002: John Doe – odc. John Deux jako dr Alistair Dorimond
- 2002–2003: Na dobre i na złe – 4 odcinki: Po drugiej stronie życia, Śmiertelna diagnoza, Wybuch, Nieoczekiwana wizyta jako Paul, kochanek Agnieszki Walickiej
- 2003: Raport o zagrożeniach (Threat Matrix) – odc. Cold Cash jako Oleg Kretzin
- 2003: Agentka o stu twarzach (Alias) – odc. The Nemesis jako Tupikov
- 2003: Ostry dyżur (ER) – odc. The Lost jako Geolog
- 2004: Jordan w akcji (Crossing Jordan) – odc. Necessary Risks jako Karl Marchenko
- 2005: Poszukiwany (Wanted) – odc. Sex Pistols jako Alexi Kozarov
- 2006: Oficerowie jako pułkownik Jakub Mond
- 2007: Samo życie jako Jacek Stępiński, ojciec Łukasza Dunina
- 2009: Tożsamość szpiega – odc. Hunter jako Piotr Chechik
- 2009: 39 i pół jako Karol, były mąż Kaśki
- 2011: Nikita jako Sergei Semak
- 2012: Paradoks jako sponsor (odc. 8)
- 2013: Hotel 52 jako Aleksander, znajomy Andrzeja
- 2014: Przyjaciółki jako adwokat (odc. 29)
- 2014: Ojciec Mateusz jako Jan Dobrowolski (odc. 151 - Zakochany Marczak)
- 2017: Komisarz Alex jako Jarosław Zaleski (odc. 129 - In vino veritas)

## Gry komputerowe
- 1995: The Beast Within: A Gabriel Knight Mystery jako Baron Friedrich Von Glower